# Mogurnda vitta
Mogurnda vitta е вид лъчеперка от семейство Eleotridae. Видът е световно застрашен, със статут Уязвим.

## Разпространение
Разпространен е в Папуа Нова Гвинея.